# Джонни Мисто, мальчик-волшебник
Джонни Мисто, мальчик-волшебник (англ. Johnny Mysto: Boy Wizard, также известен под названием Волшебное кольцо) — американский приключенческий фильм 1997 года режиссёра Джеффа Берра.

## Сюжет
Юный фокусник Джонни, и его напарник Гленн, не могут смириться с тем что их фокусы не получаются и вызывают лишь насмешки, поэтому они решают посетить профессионального фокусника и ТВ-кумира Джонни, великого Блэкмора, который дарит Джонни кольцо. Волшебное кольцо. Далее Джонни решает совершить фокус, который по телевизору проделывал Блэкмор, а именно — исчезновение человека. В качестве партнёра выступит его сестра Андреа. Теперь Джонни столкнётся с проблемой, как вернуть исчезнувшую сестру? Тогда Джонни и Гленн возвращаются к Блэкмору, который сам не может вернуть её, но знает что Джонни может помочь Маргарет, престарелая дама. Блэкмор отведёт их к Маргарет, от которой они телепортируются во времена короля Артура, а Гленна, с помощью кольца, Джонни превратит в копию сестры, дабы он в обличии сестры прикрывал их, пока они будут отсутствовать. Теперь Джонни и Блэкмору надо спасти не только сестру, но и Мерлина, похищенного людьми Мелфизора, злого волшебника, который теперь владеет Камелотом. С помощью кольца Джонни необходимо победить Мелфизора, спасти Камелот, Мерлина и вернуться домой, где он снова проделает фокус с исчезновением, вернёт сестру и заодно исходное обличье Гленна.

## В ролях
| Актёр          | Роль         |
| -------------- | ------------ |
| Торан Коделл   | Джонни Мисто |
| Патрик Ренна   | Гленн        |
| Йен Эберкромби | Мерлин       |
| Джек Доннер    | король Артур |
| Расс Тэмблин   | Блэкмор      |
| Майкл Ансара   | Мэлфизор     |
| Пэт Браун      | Маргарет     |
| Сара Хезелтайн | Андреа       |
| Эмбер Тэмблин  |              |